# Bords
Pour les articles ayant des titres homophones, voir Bor, Bord, Bore (homonymie), Borre et Bort.
Bords [bɔʁ]  est une commune du Sud-Ouest de la France située dans le département de la Charente-Maritime (région Nouvelle-Aquitaine).
Ses habitants sont appelés les Borniquais.

## Géographie
Située dans le centre du département de la Charente-Maritime, en région Nouvelle-Aquitaine, dans l'ancienne province de la Saintonge, la commune de Bords appartient au Midi de la France — on parle plus précisément de « Midi atlantique ». Elle est au cœur de l'arc atlantique, partie intégrante du Grand Sud-Ouest français, et est parfois également incluse dans un Grand Ouest aux contours plus flous.
Bords est situé sur la rive droite du fleuve Charente, dont une courbe délimite au sud et à l'ouest son territoire communal. L'extrémité nord-ouest de celui-ci est située sur la rive gauche de la rivière Boutonne qui y a ici les derniers mètres de son cours inférieur, peu avant de confluer avec la Charente. Le point culminant de la commune (57 mètres d'altitude) est situé au nord-est du territoire communal dans le bois de la Tour sur une parcelle nommée le bois de l'Âne.
Le paysage de Bords est principalement constitué de parcelles de cultures céréalières parsemés de hameaux épars, de quelques vignes et de prairies humides dans le sud et l'ouest. On trouve quelques étendus boisés principalement dans le nord-est de la commune et des marais en bordure de la Charente.

### Communes limitrophes
| Cabariot  | Champdolent |                |
| La Vallée | Bords       | Saint-Savinien |
|           | Romegoux    | Geay           |

### Lieux-dits et écarts
De nombreux hameaux, lieux-dits et écarts parsèment le territoire de la commune de Bords. On retrouve principalement :

#### À l'Ouest
- Champfleury
- Chez Billou
- Le Breuil
- Port-La Pierre

#### À l'Est
- Charron
- La Briouzière
- La Népontière
- Le Liajou
- Le Port Brunet
- L'Hôpiteau (ou L'Hôpitau)
- Terrefort

#### Au Nord
- La Blanchardière
- La Ramée
- La Robertière
- L'Aubertière
- L'Odérée

#### Au Sud
- La Beaupinière
- La Chancrière
- La Soubretière

### Voies de communication et transports

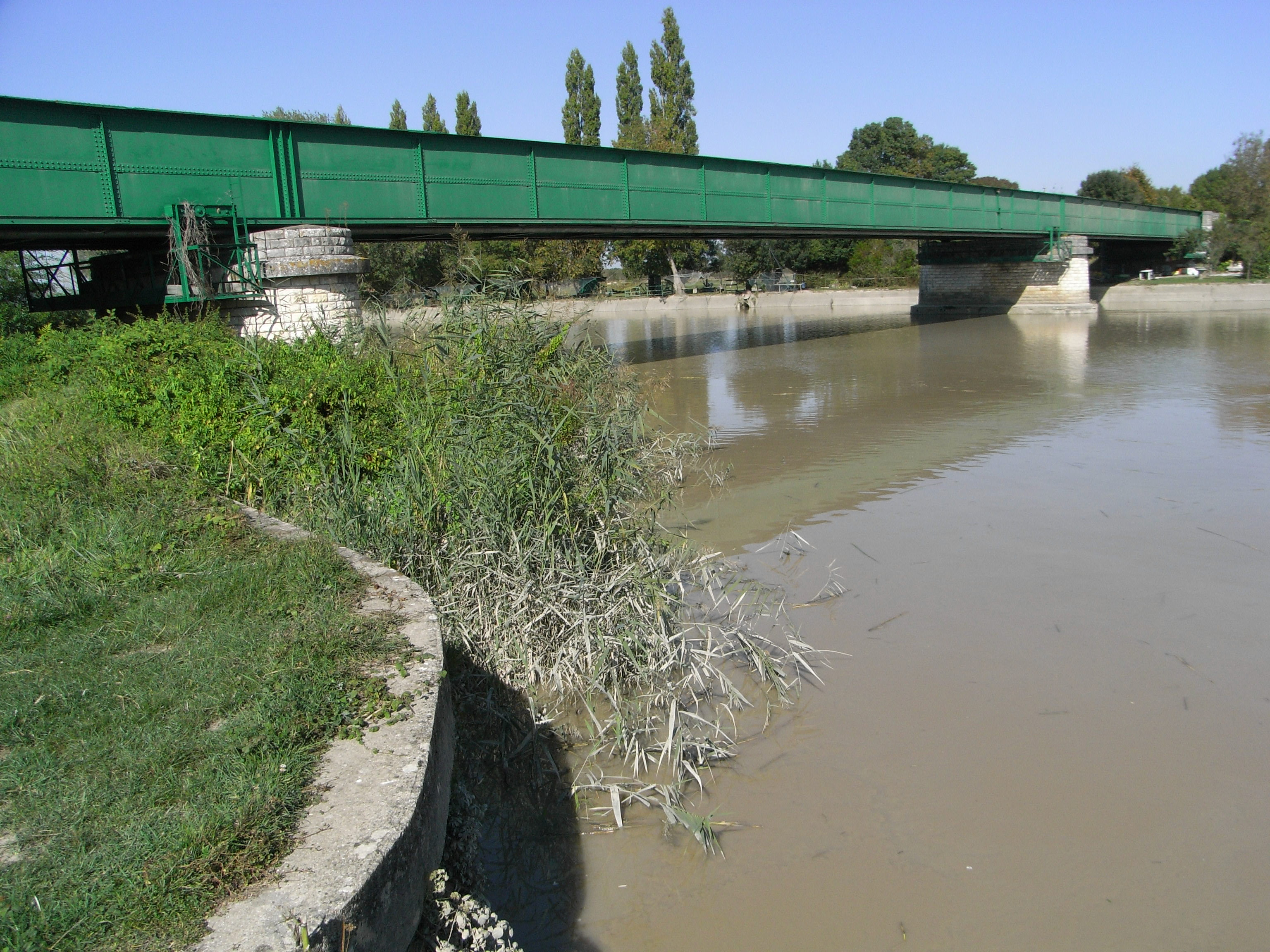
Pont de l'Houmée sur la Charente.
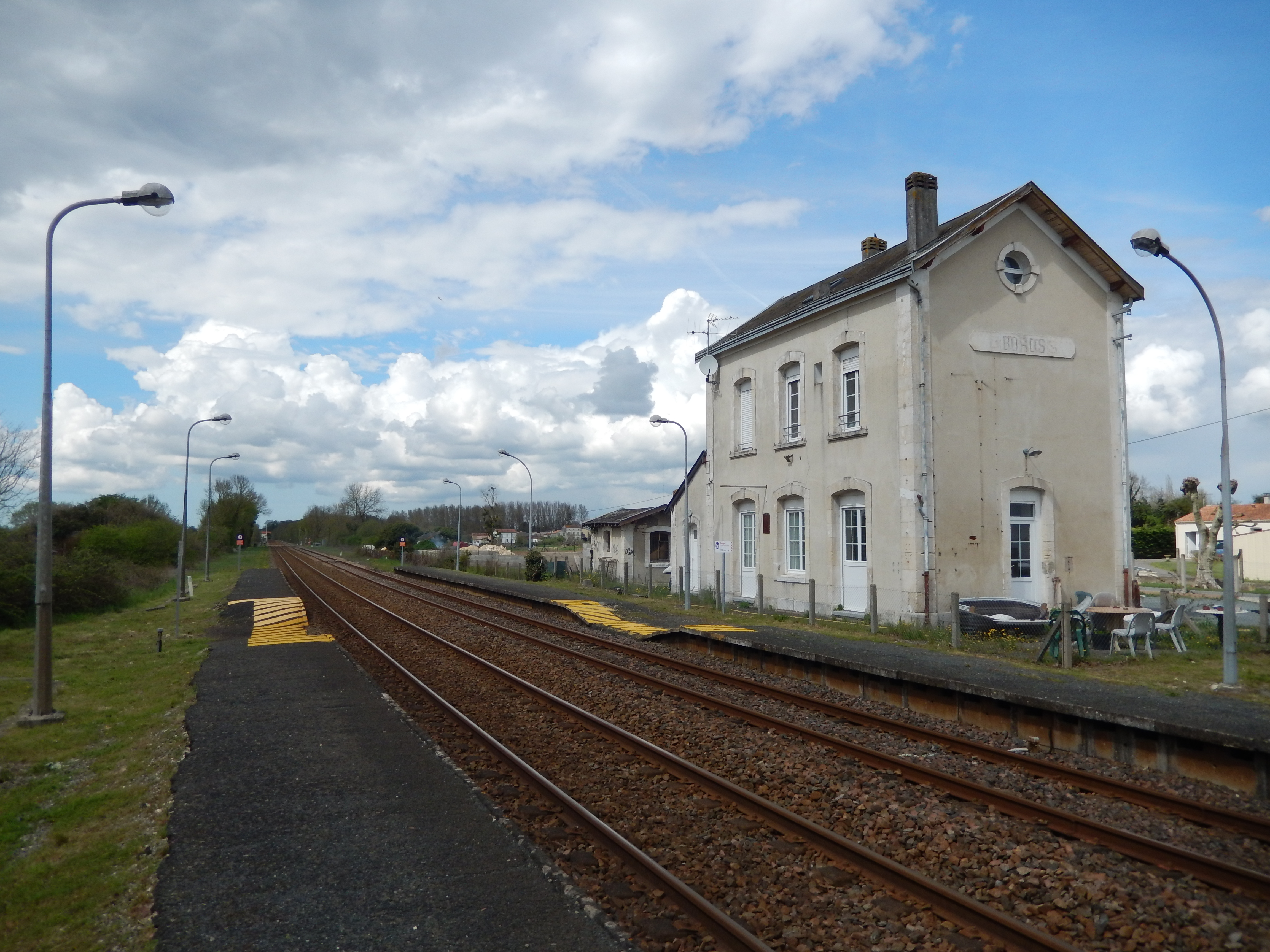
La gare SNCF de Bords.
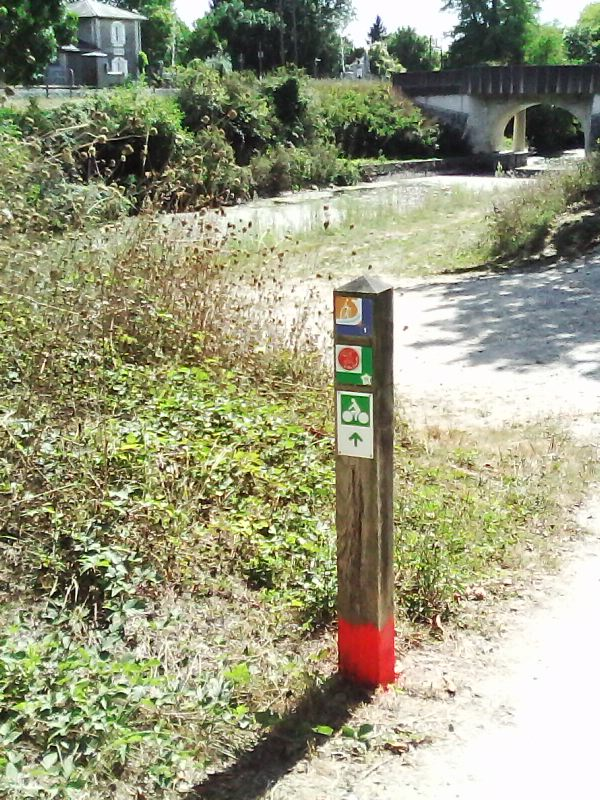
La Vélodyssée en Charente-Maritime.

#### Réseau routier

##### Routes départementales
Bords est traversée d'Est en Ouest par la départementale D124 qui relie Saint-Savinien à Tonnay-Charente.
Bords est le point de départ de la départementale D118 en direction de Pont-L'Abbé-D'Arnoult ainsi que de la départementale D215 qui passant par Saint-Coutant se termine dans le village d'Azay sur la commune de Saint-Crépin.

##### Autoroute
Par la route, le centre Bourg de Bords n'est qu'à dix kilomètres de la sortie n°33 de l'autoroute A837 qui permet de rejoindre Bordeaux (à 145 km) vers le Sud, et La Rochelle (à 39 km) vers le Nord et traverse une partie de son territoire.

#### Réseau ferroviaire
La gare SNCF de Bords est située sur l'ancienne ligne reliant Nantes à Saintes. Bords est desservie par des trains TER Nouvelle-Aquitaine circulant entre Saintes et La Rochelle-Porte-Dauphine. Deux allers-retours sont prolongés de Saintes à Angoulême. 8 allers-retours desservent la gare en semaine et 3 aller-retours les samedis et dimanches.
Des correspondances TGV à La Rochelle ou Saintes permettent de rejoindre Paris en trois heures trente environ.

#### Transport aérien
Par les airs, l'aéroport international de Bordeaux-Mérignac est à 150 km et l'aéroport de La Rochelle à 53 km (liaisons avec Londres, Dublin, Genève, Bruxelles, Porto, etc.).

#### Réseau cyclable
La Vélodyssée, véloroute qui traverse la Bretagne et longe l’Atlantique jusqu’à la Côte basque est située à Cabariot à six kilomètres par la D124 à partir du centre bourg de Bords. Un autre itinéraire de huit kilomètres permet de rejoindre la véloroute située sur la commune de La Vallée en passant par le pont de l'Houmée puis par des sentiers au milieu des marais.

#### Transport fluvial
L'histoire de Bords est intimement lié à son rapport avec la Charente qui longe son territoire. Comme l'atteste la toponymie de plusieurs lieux-dits (Port La-Pierre, Port-Brunet) le transport fluvial a permis pendant de nombreux siècles de faciliter les échanges de marchandises et le commerce.
Jusqu'au début du XXe siècle des bacs étaient en activité à Bords permettant le passage d'hommes et d'animaux sur la Charente et la Boutonne. La fréquentation de ces bacs ayant fortement diminué avec la construction du pont de l'Houmée sur la Charente entre Bords et la commune de La Vallée et le pont du carillon sur la Boutonne permettant de rejoindre Cabariot, ils ont depuis complètement disparu.

### Hydrographie
Parcourue par de nombreux canaux, la commune de Bords contient 11,3 km de cours d'eau répertoriés :

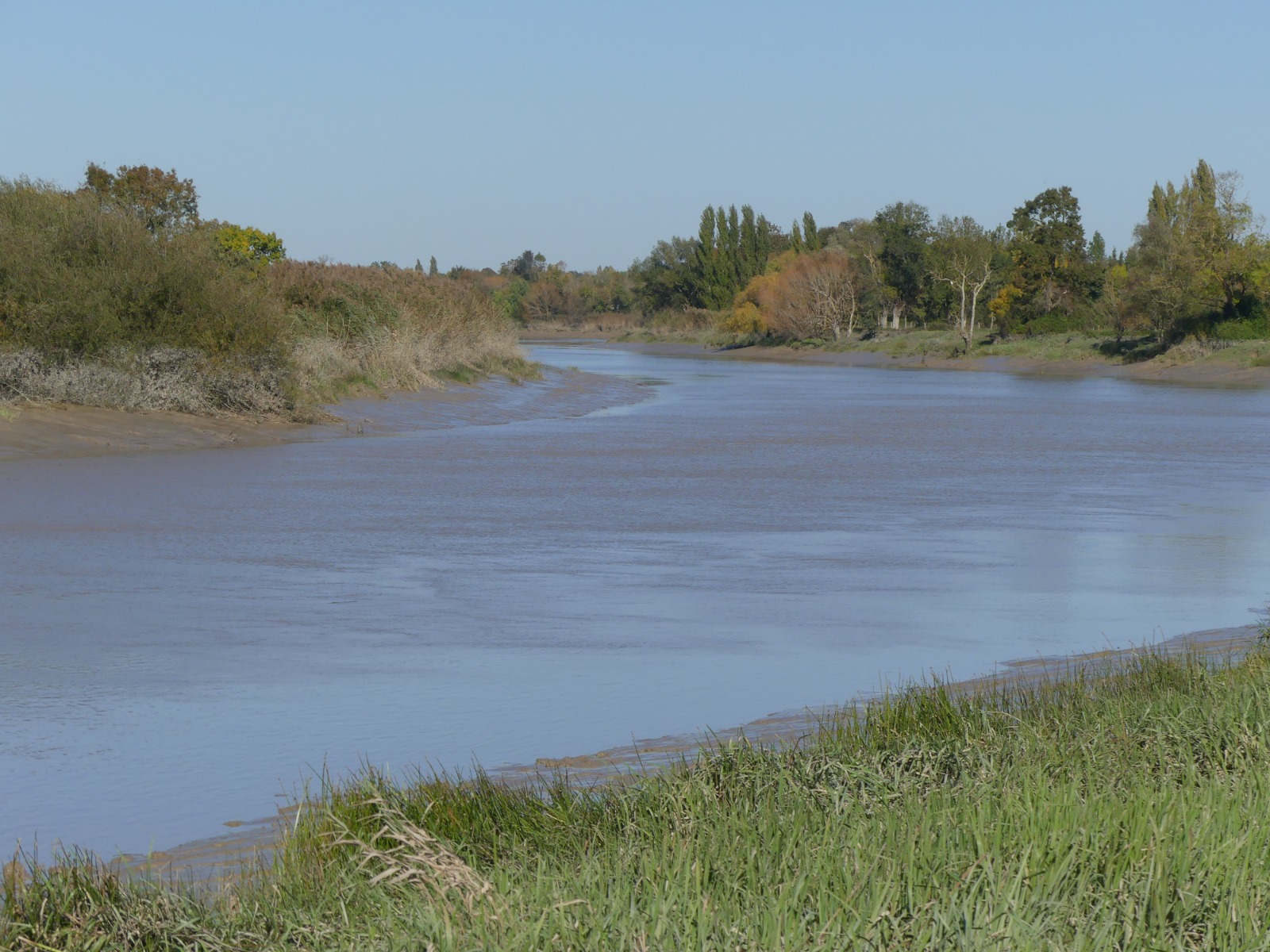
Vue de la Charente à Bords
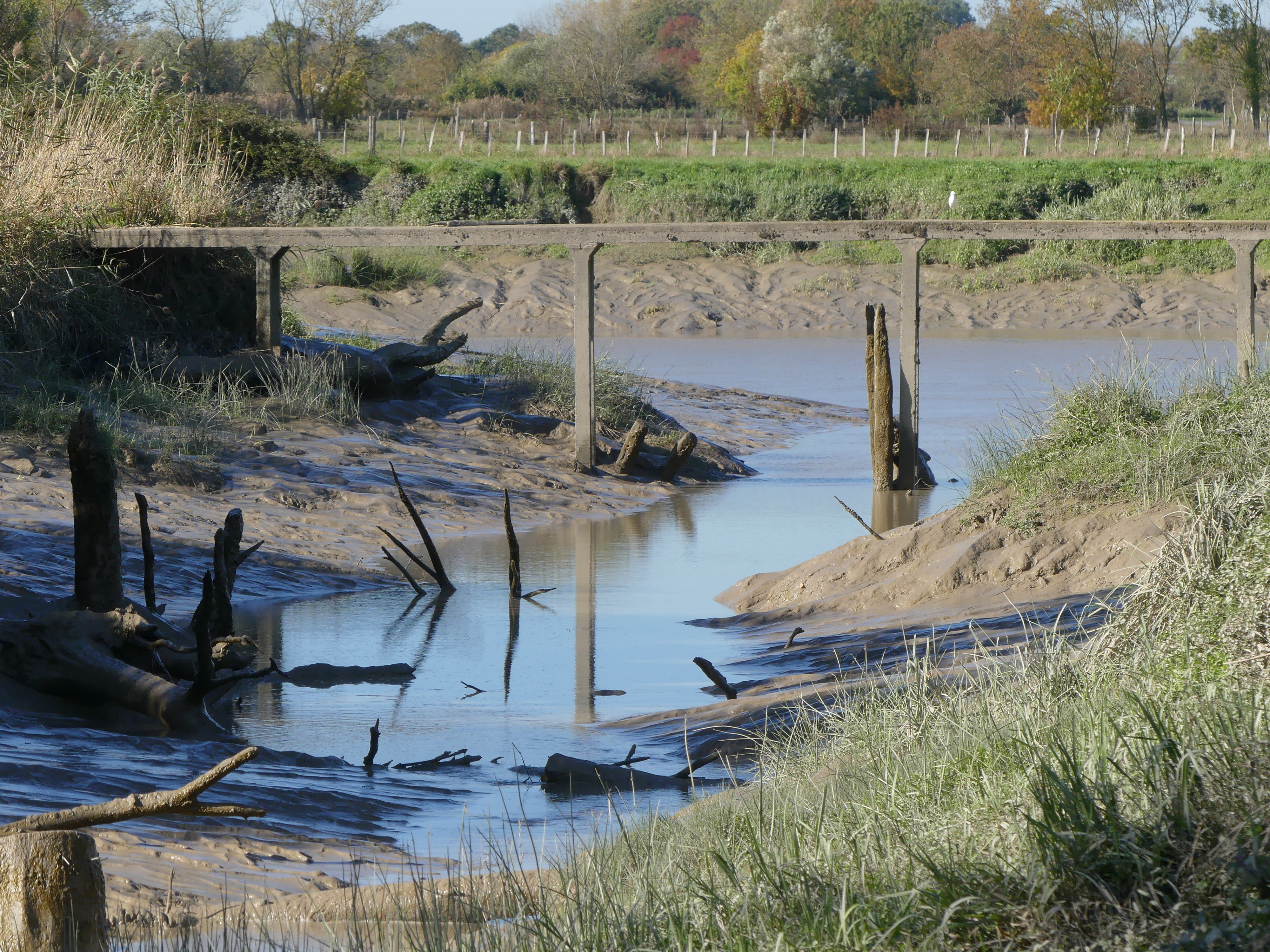
Fossé de Morad à marée basse
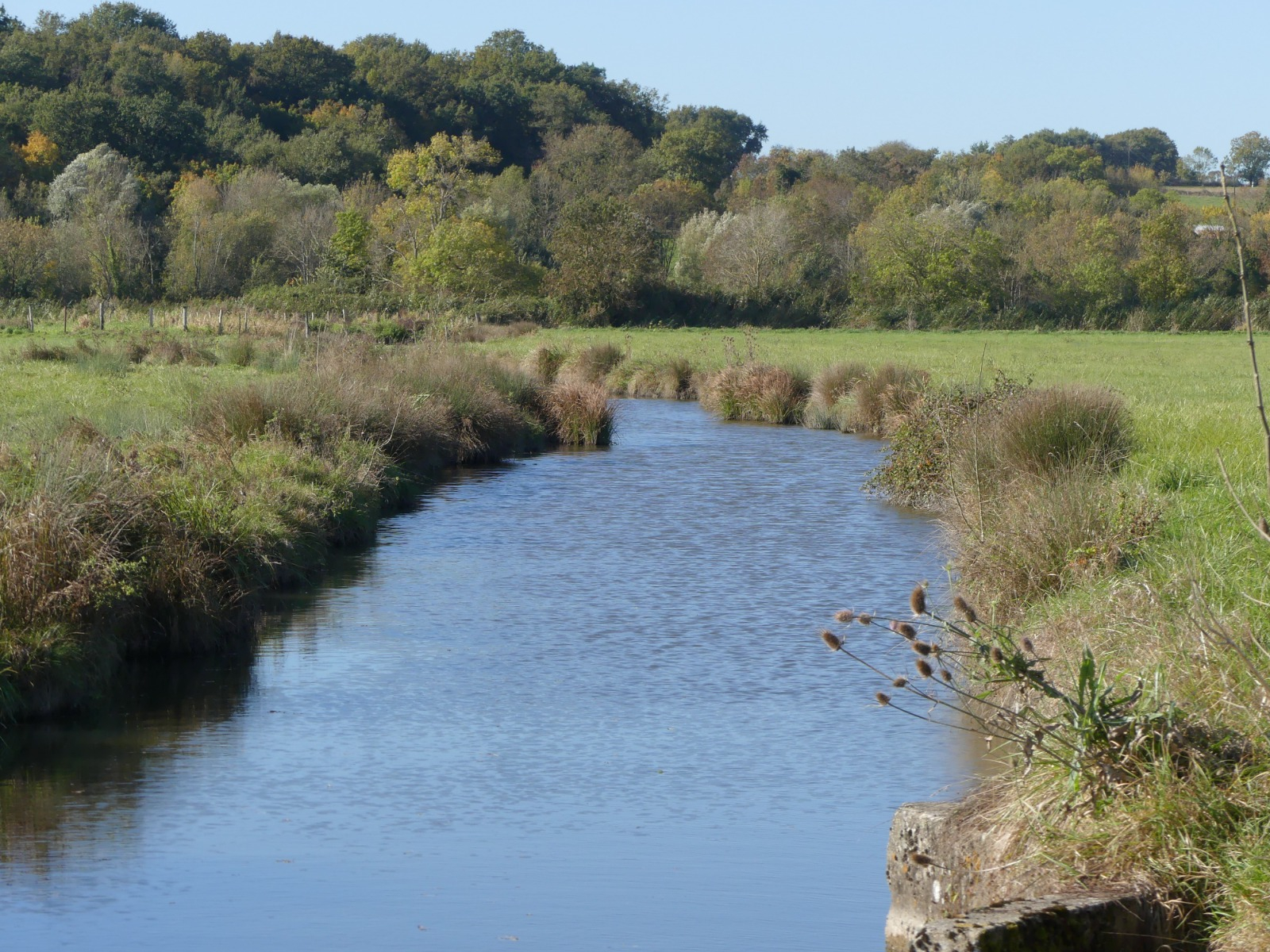
Fossé Neuf à Bords

- La Charente sur une longueur de 4,4 km
- Le Fossé De Morad sur une longueur de 5,9 km (anciennement appelé Chenal de Morad, en breton, Morad signifie Marée[4] et Marais en celte[5])
- L'Agnet sur une longueur de 0,7 km
- Le Fossé Neuf sur une longueur de 0,3 km

### Patrimoine naturel

#### Les Chaumes de Sèchebec: site Natura 2000
La commune de Bords partage avec Saint-Savinien le site Natura 2000 des Chaumes de Sèchebec qui s'étend sur 40 ha au Nord-Est de son territoire.
La particularité et l’intérêt biologique de Sèchebec réside dans la présence de pelouses calcaires qui avant l'abandon du pâturage ovin dans les années 50 recouvraient la quasi-totalité du site.
Un travail de restauration a été initié depuis 2006 grâce aux contrats Natura 2000 engagés par le Conservatoire d'espaces naturels Nouvelle Aquitaine pour lutter contre le développement d’arbres et arbustes qui gagnaient peu à peu sur la pelouse.

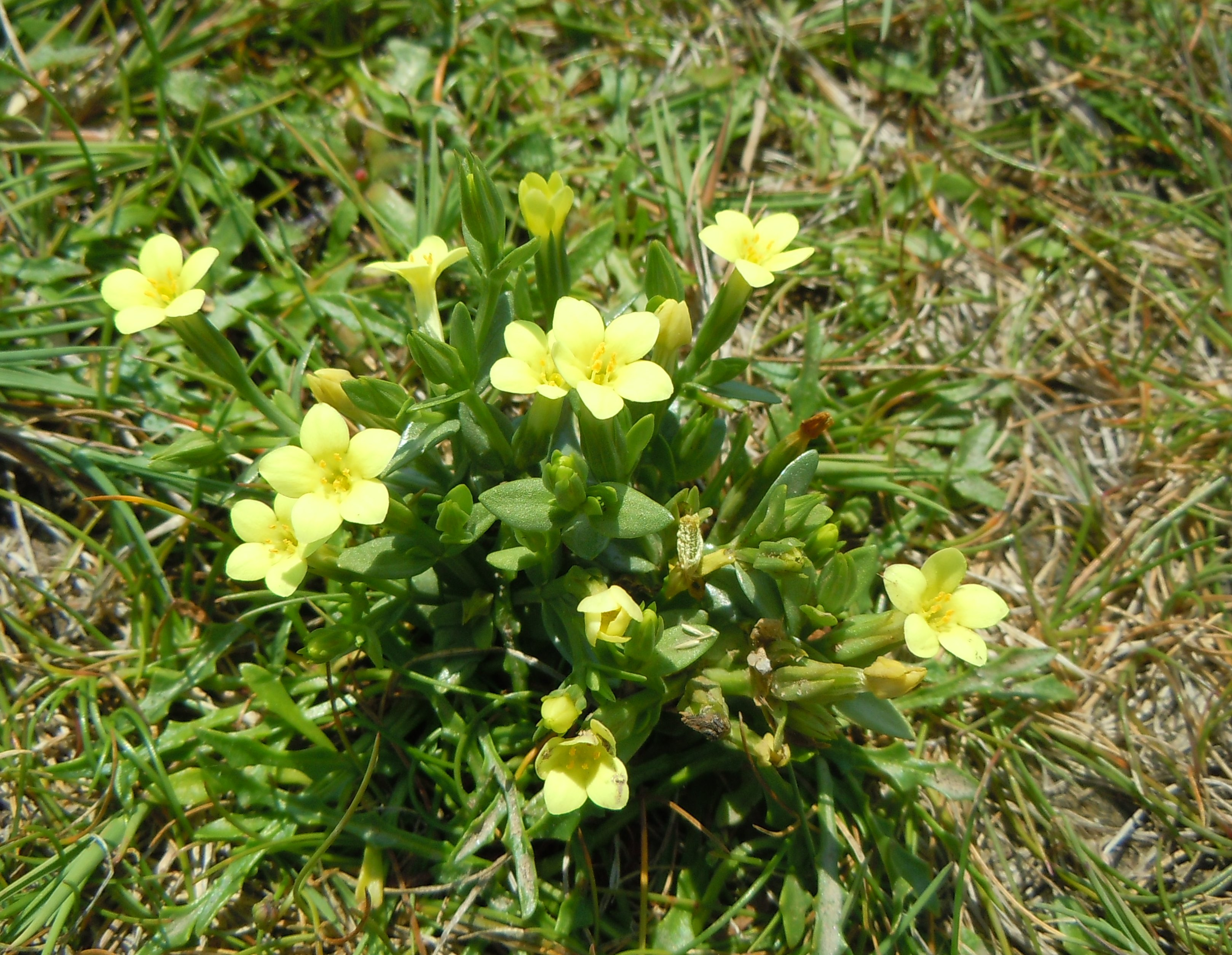
Petite-centaurée maritime
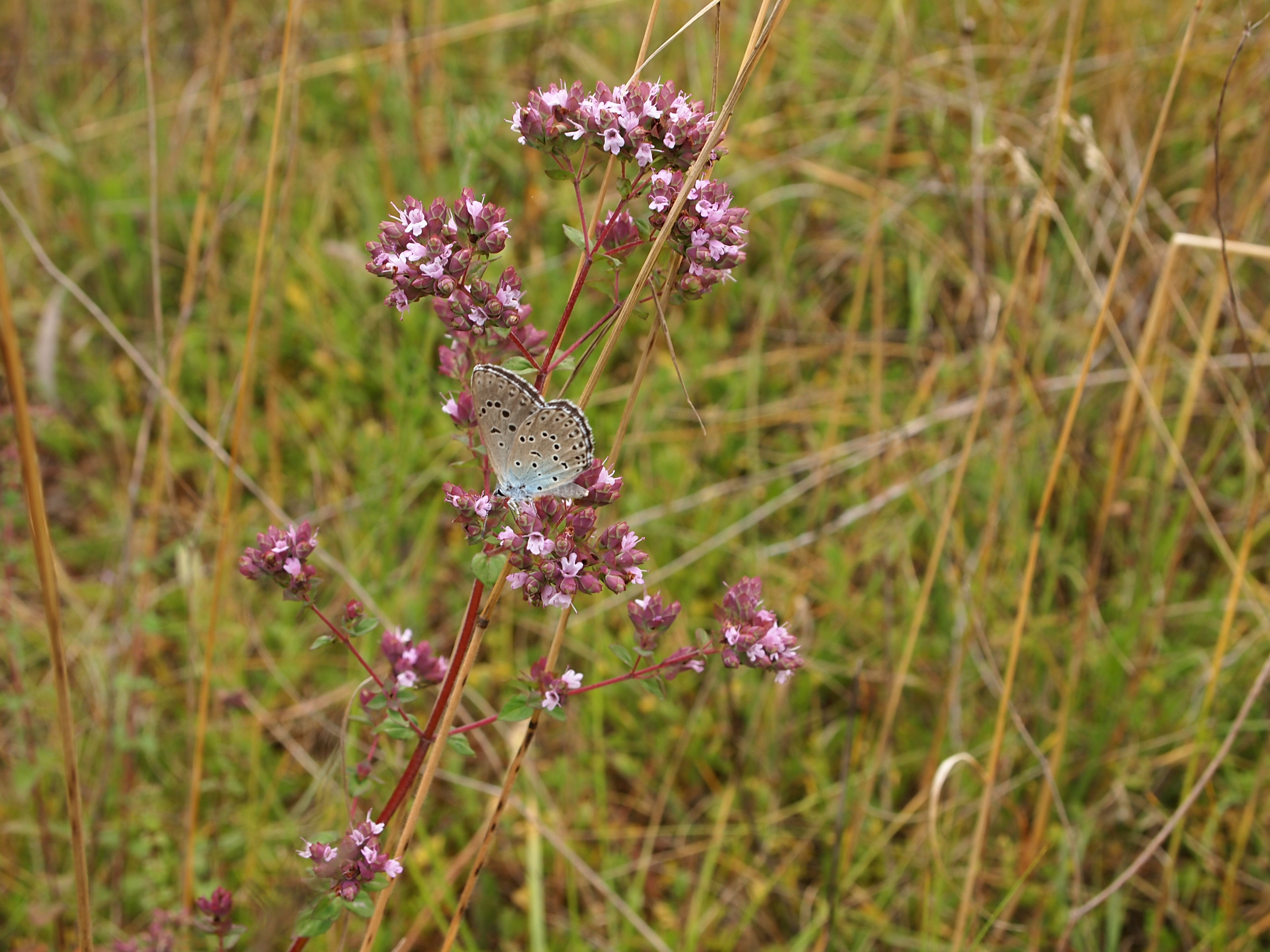
Azuré du serpolet
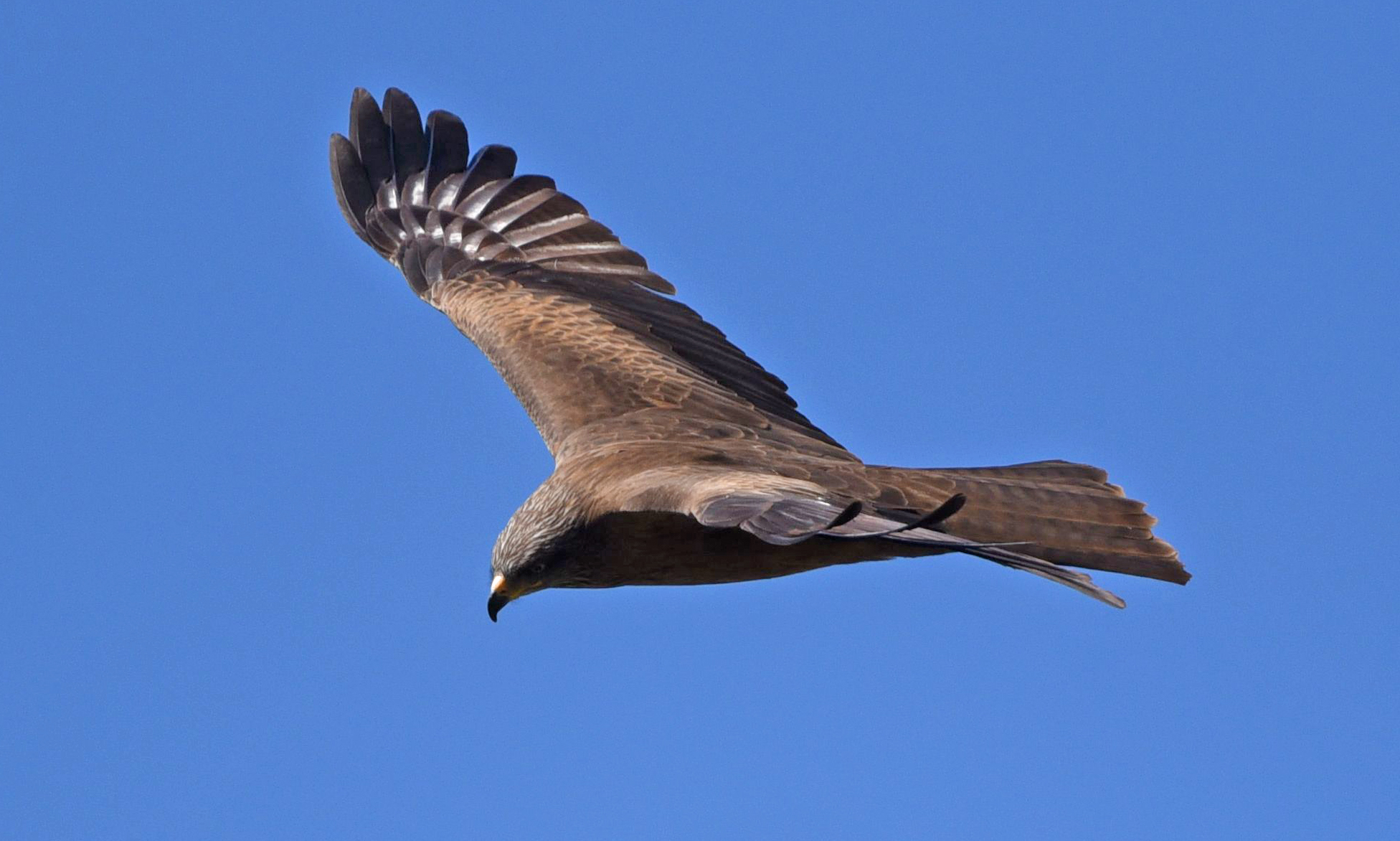
Milan noir
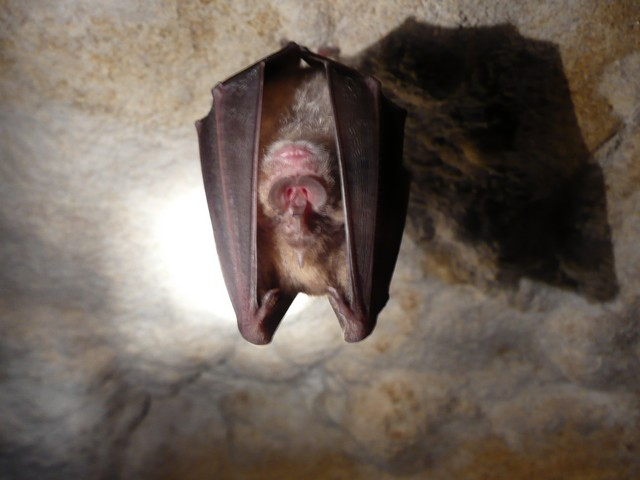
Grand Rhinolophe

Les Chaumes de Sèchebec accueillent de nombreuses d’espèces végétales et animales d’intérêt majeur, dont 20 plantes, telle que la Petite centaurée maritime (Centaurium maritimum), non revue sur le site depuis 1954 ou la spirée d’Espagne, très rare et protégée en Nouvelle-Aquitaine.
A cela, on peut ajouter la présence de plusieurs espèces d'insectes d’intérêt européen, tel que l’azuré du serpolet (petit papillon au dessus bleu intense taché de noir aux antérieures) ou la rosalie des Alpes (coléoptère longicorne gris-bleu avec des taches noires sur les élytres).
Parmi les espèces d'oiseaux menacées qui fréquentent les Chaumes on retrouve l’Engoulevent d’Europe, le Busard cendré, le Circaète Jean-le-Blanc, ou le Milan noir.
Le site est également fréquenté par de nombreuses espèces de chauves-souris, dont 5 espèces d'intérêt communautaire (le Grand Murin et le Petit Murin, la Barbastelle, le Grand Rhinolophe ou encore le Minioptère de Schreibers).

#### Prairies humides
Située dans une courbe de la vallée de la Charente, la majeure partie du Sud et du Sud-Ouest du territoire de la commune de Bords est composée de prairies humides parcourues par de nombreux canaux.
L'élevage bovin y est pratiqué depuis longtemps comme le souligne certains toponymes. La prise aux bœufs en est un exemple (une prise étant un ensemble de prés)
Ce milieu riche en biodiversité est l'habitat de nombreuses espèces protégées et/ou patrimoniales (batraciens, campagnol amphibie, orthoptères).
De plus, de nombreux oiseaux limicoles sont visibles dans cette zone telle que l'Aigrette garzette.
On peut également y observer le Chevreuil Européen, le Lièvre d'Europe ou la Cigogne Blanche.

#### Le Bois de la Tour
Avec un peu plus de cent hectares, le Bois de la Tour dont le nom rappelle sa proximité immédiate avec l'ancien château de la Népontière est la principale étendue boisée de la commune. C'est dans le Bois de la Tour que le point culminant de la commune se situe (57 mètres d'altitude). Parmi la faune sauvage qui le peuple, on retrouve notamment le Grand Murin ou le Chevreuil Européen.

## Urbanisme

### Typologie
Au 1er janvier 2024, Bords est catégorisée bourg rural, selon la nouvelle grille communale de densité à 7 niveaux définie par l'Insee en 2022.
Elle est située hors unité urbaine. Par ailleurs la commune fait partie de l'aire d'attraction de Rochefort, dont elle est une commune de la couronne,. Cette aire, qui regroupe 33 communes, est catégorisée dans les aires de 50 000 à moins de 200 000 habitants,.

### Occupation des sols
L'occupation des sols de la commune, telle qu'elle ressort de la base de données européenne d’occupation biophysique des sols Corine Land Cover (CLC), est marquée par l'importance des territoires agricoles (83,2 % en 2018), une proportion sensiblement équivalente à celle de 1990 (83,5 %). La répartition détaillée en 2018 est la suivante : 
terres arables (43,4 %), prairies (27,1 %), zones agricoles hétérogènes (12,7 %), forêts (8,3 %), zones urbanisées (5,1 %), eaux continentales (3,4 %). L'évolution de l’occupation des sols de la commune et de ses infrastructures peut être observée sur les différentes représentations cartographiques du territoire : la carte de Cassini (XVIIIe siècle), la carte d'état-major (1820-1866) et les cartes ou photos aériennes de l'IGN pour la période actuelle (1950 à aujourd'hui).

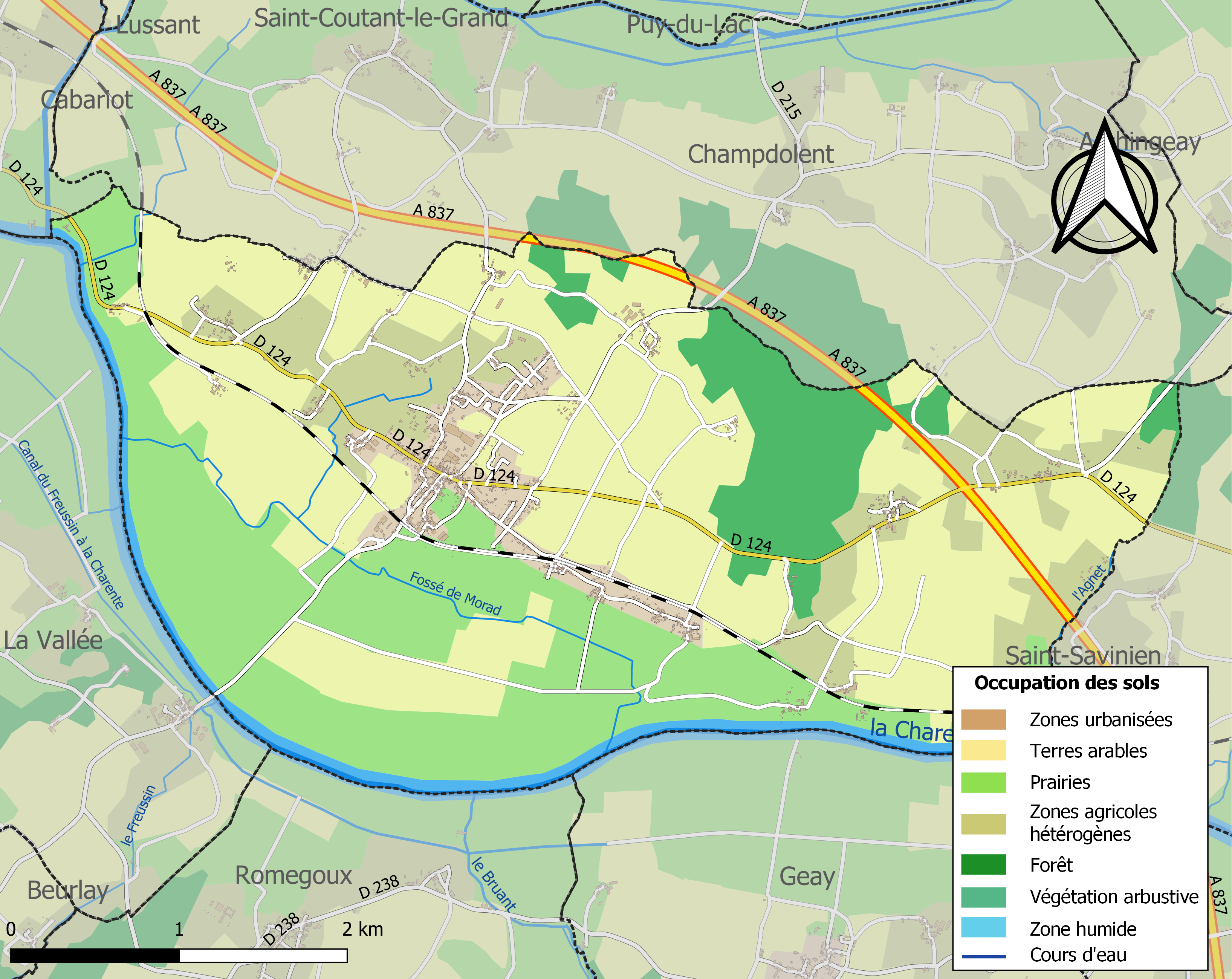
Carte des infrastructures et de l'occupation des sols de la commune en 2018 (CLC).

### Risques majeurs
Le territoire de la commune de Bords est vulnérable à différents aléas naturels : météorologiques (tempête, orage, neige, grand froid, canicule ou sécheresse), inondations, mouvements de terrains et séisme (sismicité modérée). Il est également exposé à un risque technologique, le transport de matières dangereuses. Un site publié par le BRGM permet d'évaluer simplement et rapidement les risques d'un bien localisé soit par son adresse soit par le numéro de sa parcelle.

#### Risques naturels
Certaines parties du territoire communal sont susceptibles d’être affectées par le risque d’inondation par débordement de cours d'eau, notamment la Charente, et par submersion marine. La commune a été reconnue en état de catastrophe naturelle au titre des dommages causés par les inondations et coulées de boue survenues en 1982, 1993, 1999, 2010 et 2013,.

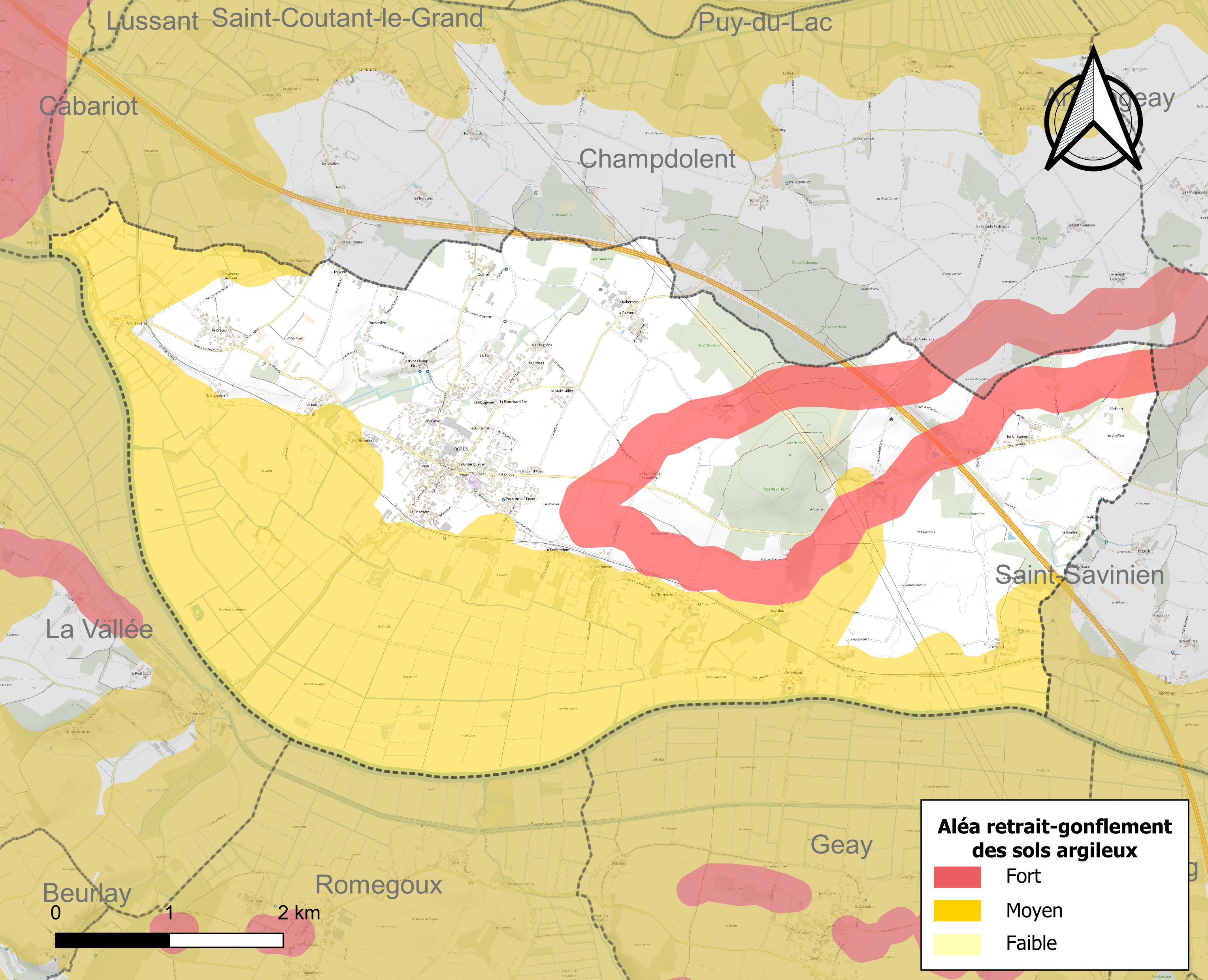
Carte des zones d'aléa retrait-gonflement des sols argileux de Bords.

Les mouvements de terrains susceptibles de se produire sur la commune sont des tassements différentiels.
Le retrait-gonflement des sols argileux est susceptible d'engendrer des dommages importants aux bâtiments en cas d’alternance de périodes de sécheresse et de pluie. 56,7 % de la superficie communale est en aléa moyen ou fort (54,2 % au niveau départemental et 48,5 % au niveau national). Sur les 690 bâtiments dénombrés sur la commune en 2019, 195 sont en aléa moyen ou fort, soit 28 %, à comparer aux 57 % au niveau départemental et 54 % au niveau national. Une cartographie de l'exposition du territoire national au retrait gonflement des sols argileux est disponible sur le site du BRGM,.
Par ailleurs, afin de mieux appréhender le risque d’affaissement de terrain, l'inventaire national des cavités souterraines permet de localiser celles situées sur la commune.
Concernant les mouvements de terrains, la commune a été reconnue en état de catastrophe naturelle au titre des dommages causés par la sécheresse en 2003 et 2005 et par des mouvements de terrain en 1999 et 2010.

#### Risques technologiques
Le risque de transport de matières dangereuses sur la commune est lié à sa traversée par une ou des infrastructures routières ou ferroviaires importantes ou la présence d'une canalisation de transport d'hydrocarbures. Un accident se produisant sur de telles infrastructures est susceptible d’avoir des effets graves sur les biens, les personnes ou l'environnement, selon la nature du matériau transporté. Des dispositions d’urbanisme peuvent être préconisées en conséquence.

## Toponymie
Différentes hypothèses expliquent l'origine du nom :
- du mot pré-latin, Borna (« trou, source »), certainement d'origine gauloise ;
- du celte Bord qui signifie maison, habitation et qui a donné en français borderie (petite exploitation agricole) ;
- de l'indo-européen Bhereg qui signifie colline, tumulus et qu'on retrouve en ancien breton Buurdais ou Buurgais (« citoyens ») ;
- de l'ancien français Bourde, signifiant frontière que l’on retrouve dans l’anglais Border (avec le traité de Paris (1259), la Charente sert de frontière entre les terres des Capétiens et des Plantagenêts)[19] ;
- du gaulois Bour qui signifie eau ou du celte Bor qui signifie eau bourbeuse (la Boutonne rejoint la Charente pour y former une zone marécageuse).

On retrouve la toponymie de Bords mentionnée sous diverses formes : Bords, Bord, Bors, Borre, Bore, Saint-Vivien de Bors, Saint Vivien des Bords, Sainct Vivian de Bors.
En 1817, dans le Dictionnaire des postes aux lettres du royaume de France la commune est mentionnée sous le nom de Saint-Vivien-de-Bors.

## Histoire

### Antiquité

#### Voie de communication gallo-romaine
Selon René Primevère Lesson, le territoire de Bords était le point de communication entre la route gauloise, puis gallo-romaine, qui faisait communiquer Saint-Coutant-le-Grand avec Pont-l’Abbé-d’Arnoult. Cette route qui passait à l’ouest du village de la Chancrière était taillée dans le calcaire formant la croûte du sol du lieu nommé alors les Estrées.
A l'est du territoire de la commune, le village de L'Hôpiteau a toujours été un lieu de passage sur la Charente.
A l'Antiquité, une chaussée gallo-romaine venait du Nord en direction probablement des ports du Promontorium Santonum, des rives de la Seudre et de Tamnum (Talmont) sur l'estuaire de la Gironde.

#### Vicus et villa gallo-romaine
Au sud du moulin de la Népontière, des substructions antiques correspondantes probablement aux vestiges d'un vicus ont été signalées dans la première moitié du XIXe siècle par Nicolas Moreau, inspecteur des monuments historiques de la Charente-Maritime.
La découverte de ce dernier est complétée par René Primevère Lesson qui relate la mise au jour en 1839 sur le même site de deux bassins, vestiges de thermes appartenant à une villa romaine .
D'autres indices de sites gallo-romains (tuiles à rebords, céramiques) ont été découverts dans le village de Charron ainsi qu'à Port-La-Pierre en 1988.

### Moyen Âge

#### Haut Moyen Âge
Des sépultures de l'époque mérovingienne (VIe siècle / VIIIe siècle) ont été découvertes à proximité de l'église Saint-Vivien.
C'est probablement à cette période que la paroisse de Bords fut créée.
À partir de la deuxième moitié du IXe siècle le territoire de Bords est le théâtre de raids Vikings qui remontent la Charente et la Boutonne.
Ils pillent Saintes en 863 et incendient l'abbaye bénédictine de Saint-Jean-d'Angély en 865.
Les Vikings débarquent à Port-La Pierre en 876 avant d'être défaits lors d'une dernière bataille permettant la victoire définitive des Saintongeais et la fin des raids,,,.

#### L'Hôpiteau
Une léproserie (ou maladrerie) aurait été fondée sur l'emplacement actuel du village de L'Hôpiteau en 1141 par Aliénor d'Aquitaine alors reine des Francs. De cet établissement plus rien ne subsiste de nos jours. Cet hospice tenu initialement par les Templiers recevait les pèlerins des pays de l'Ouest en route pour Saint-Jacques de Compostelle qui passaient la Charente à cet endroit. Hébergés dans l'établissement, les pèlerins pouvaient y recevoir une aide financière via l'acceptation de lettres de change, les Templiers faisant déjà office de banque.

#### La Népontière
Non loin du village de la Briouzière, s'élevait au Moyen Âge le château de la Népontière (ou Lasne-Ponthière), probablement construit au XIVe siècle et dont les derniers vestiges furent détruits au XIXe siècle mais où s'élevait encore en 1839 une tour, placée sur le sommet d’une colline, dont les fossés, glacis et retranchements étaient l’indice d’une ancienne position militaire fort importante.
Népontière (ou Nipontière), semble découler de nisi, obligatio, pontinum, que l'on pourrait interpréter par l'exemption de payer le péage. La noblesse bénéficiait de privilèges fiscaux.
Le château de la Népontière appartenait au XIVe siècle aux Parthenay l'Archevêque.
Au XVe siècle, Guinot de Chastenet, écuyer au service de Geoffroy de Mareuil et fidèle serviteur de la couronne de France était seigneur des lieux.
Le château et la seigneurie dépendante de la châtellenie de Taillebourg passèrent ensuite par alliance aux La Personne, issus des vicomtes d'Acy, aux la Rochebeaucourt, (dont Jean de la Rochebeaucourt, chambellan du roi, et sénéchal de Saintonge) et aux Gombaud. Au XVIIIe siècle le seigneur de la Néponthière est le général Charles-Grégoire de Beauchamps.

#### Logis de Champfleury
Ancien domaine saintongeois, le logis de Champfleury (ou de Champfleuri) est attesté dès le XVe siècle.
La famille huguenote Gombault (ou de Gombaud ou de Gombauld) dont descend le poète Jean Ogier de Gombauld possédait depuis le XVe siècle la terre de Champfleury.
- Charles de Gombaud, fils de Gabriel de Gombaud, seigneur de Champfleury et de Suzanne de La Rochefoucauld baptisé en mars 1642 au Logis Noble de Champfleury.[31],[32],[33]
- Marie de Gombaud, dame de Champfleury et la Trépontière (Népontière), fille de Gabriel de Gombaud et de Dame Marie Beauchamp née le 25 décembre 1656, baptisée le 30 du même mois au Logis Noble de Champfleury[34].

La famille de Culant, famille noble originaire de la Brie et dont l'amiral Louis de Culant est issu est également associée à la seigneurie de Champfleury.
- René III Alexandre de Culant, mort en 1744, fils de Réné II de Culant et de Marie de Gombaud, Marquis de Culant, Baron de Ciré, de Saint-Même et de Champfleury marié à Jeanne d'Aiguières dont :
  - Marie Gabrielle de Culant (1716-1773), baptisée en l'église Saint-Vivien de Bords le 28 septembre 1716[35].
  - René IV Alexandre de Culant (1717-1788), seigneur de Ciré et de Champfleury, baptisé en l'église Saint-Vivien de Bords le 9 août 1717[35],[36].

### Epoque Moderne
En 1686, Charles de Courbon achète la seigneurie de Bords et d'Archingeay ainsi que la baronnie de Champdolent pour 50 000 livres.

## Administration

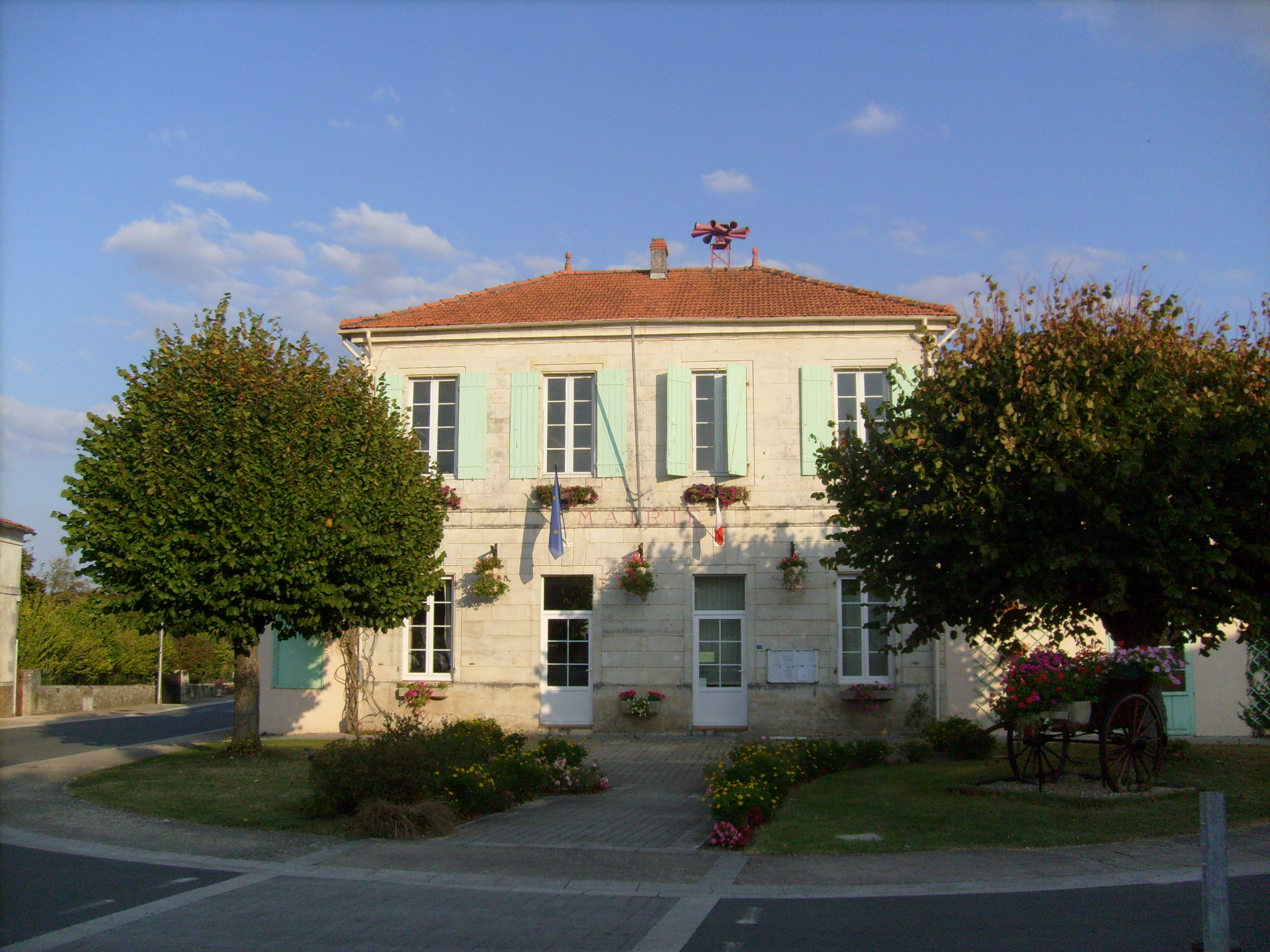
La mairie.

Située en Charente-Maritime, la commune de Bords fait partie de l'arrondissement de Saint-Jean-d'Angély et dans l'intercommunalité Vals de Saintonge Communauté.

### Liste des maires
| Période                                  | Période      | Identité                     | Étiquette    | Qualité                                                      |
| ---------------------------------------- | ------------ | ---------------------------- | ------------ | ------------------------------------------------------------ |
| 1793                                     |              | Louis DAUNAS                 |              |                                                              |
| 1813                                     | 1831         | Charles SARRAZIN             |              |                                                              |
| 1832                                     | 1842         | Philippe Edouard CHESNEAU    |              | Fabricant de tuiles, propriétaire                            |
| 1843                                     | 1848         | Louis André Alphonse GILBERT |              | Marchand                                                     |
| 1849                                     | 1863         | François Jean Louis GORRON   |              |                                                              |
| 1863                                     | octobre 1866 | Pierre DANIAUD               |              | Cultivateur, Marchand de foin et d'avoine, Négociant en bois |
| octobre 1866                             | 1870         | Henri OLIVIER                |              | Cultivateur et propriétaire                                  |
| juin 1871                                | 1879         | Charles PORCHÉ               |              | Cultivateur et négociant                                     |
| 1882                                     |              | Henri OLIVIER                |              |                                                              |
| 1887                                     |              | M. NOUREAU                   | Bonapartiste |                                                              |
| 1891                                     |              | Jean Marie BERTON            |              |                                                              |
| 1907                                     |              | M JAUD                       |              |                                                              |
| 1913                                     | 1915         | Abel LONGUET                 |              |                                                              |
| 1917                                     | 1919         | Abel LONGUET                 |              |                                                              |
| 1925                                     |              | Simon DILET                  |              |                                                              |
| 1937                                     | 1944         | Félix AUGÉ                   |              |                                                              |
| 1948                                     |              | Robert MARCOUILLÉ            |              |                                                              |
| 1973                                     |              | Paul GRANDON                 |              |                                                              |
| 1996                                     | 2001         | Marc TRANQUARD               |              |                                                              |
| 2001                                     | 2023         | Serge MARCOUILLÉ             | DVG          | Retraité                                                     |
| 2023                                     | En cours     | Bruno BOULESTIN              |              |                                                              |
| Les données manquantes sont à compléter. |              |                              |              |                                                              |

## Population et société

### Démographie

#### Évolution démographique
L'évolution du nombre d'habitants est connue à travers les recensements de la population effectués dans la commune depuis 1793. Pour les communes de moins de 10 000 habitants, une enquête de recensement portant sur toute la population est réalisée tous les cinq ans, les populations de référence des années intermédiaires étant quant à elles estimées par interpolation ou extrapolation. Pour la commune, le premier recensement exhaustif entrant dans le cadre du nouveau dispositif a été réalisé en 2004.

En 2022, la commune comptait 1 313 habitants, en évolution de −3,46 % par rapport à 2016 (Charente-Maritime : +4,04 %, France hors Mayotte : +2,11 %).
| 1793 | 1800 | 1806 | 1821  | 1831  | 1836  | 1841  | 1846  | 1851  |
| ---- | ---- | ---- | ----- | ----- | ----- | ----- | ----- | ----- |
| 847  | 795  | 807  | 1 031 | 1 083 | 1 025 | 1 052 | 1 129 | 1 112 |

| 1856  | 1861  | 1866  | 1872  | 1876  | 1881  | 1886  | 1891 | 1896  |
| ----- | ----- | ----- | ----- | ----- | ----- | ----- | ---- | ----- |
| 1 102 | 1 092 | 1 146 | 1 094 | 1 122 | 1 067 | 1 053 | 995  | 1 018 |

| 1901 | 1906  | 1911  | 1921 | 1926  | 1931 | 1936 | 1946 | 1954  |
| ---- | ----- | ----- | ---- | ----- | ---- | ---- | ---- | ----- |
| 976  | 1 007 | 1 090 | 991  | 1 017 | 986  | 934  | 974  | 1 007 |

| 1962  | 1968  | 1975 | 1982  | 1990  | 1999  | 2004  | 2006  | 2009  |
| ----- | ----- | ---- | ----- | ----- | ----- | ----- | ----- | ----- |
| 1 047 | 1 007 | 976  | 1 111 | 1 109 | 1 122 | 1 193 | 1 231 | 1 263 |

| 2014  | 2019  | 2022  | - | - | - | - | - | - |
| ----- | ----- | ----- | - | - | - | - | - | - |
| 1 324 | 1 322 | 1 313 | - | - | - | - | - | - |

#### Pyramide des âges
En 2018, le taux de personnes d'un âge inférieur à 30 ans s'élève à 31,4 %, soit au-dessus de la moyenne départementale (29 %). À l'inverse, le taux de personnes d'âge supérieur à 60 ans est de 29,6 % la même année, alors qu'il est de 34,9 % au niveau départemental.
En 2018, la commune comptait 651 hommes pour 684 femmes, soit un taux de 51,24 % de femmes, légèrement inférieur au taux départemental (52,15 %).
Les pyramides des âges de la commune et du département s'établissent comme suit.
| Hommes | Classe d’âge | Femmes |
| ------ | ------------ | ------ |
| 0,6    | 90 ou +      | 2,2    |
| 8,7    | 75-89 ans    | 9,9    |
| 18,8   | 60-74 ans    | 19,1   |
| 23,3   | 45-59 ans    | 22,0   |
| 15,3   | 30-44 ans    | 17,1   |
| 15,2   | 15-29 ans    | 13,1   |
| 18,1   | 0-14 ans     | 16,5   |

| Hommes | Classe d’âge | Femmes |
| ------ | ------------ | ------ |
| 1,1    | 90 ou +      | 2,6    |
| 10,1   | 75-89 ans    | 12,6   |
| 22     | 60-74 ans    | 23,2   |
| 20,1   | 45-59 ans    | 19,7   |
| 16,1   | 30-44 ans    | 15,6   |
| 15,2   | 15-29 ans    | 12,7   |
| 15,4   | 0-14 ans     | 13,6   |

## Lieux et monuments

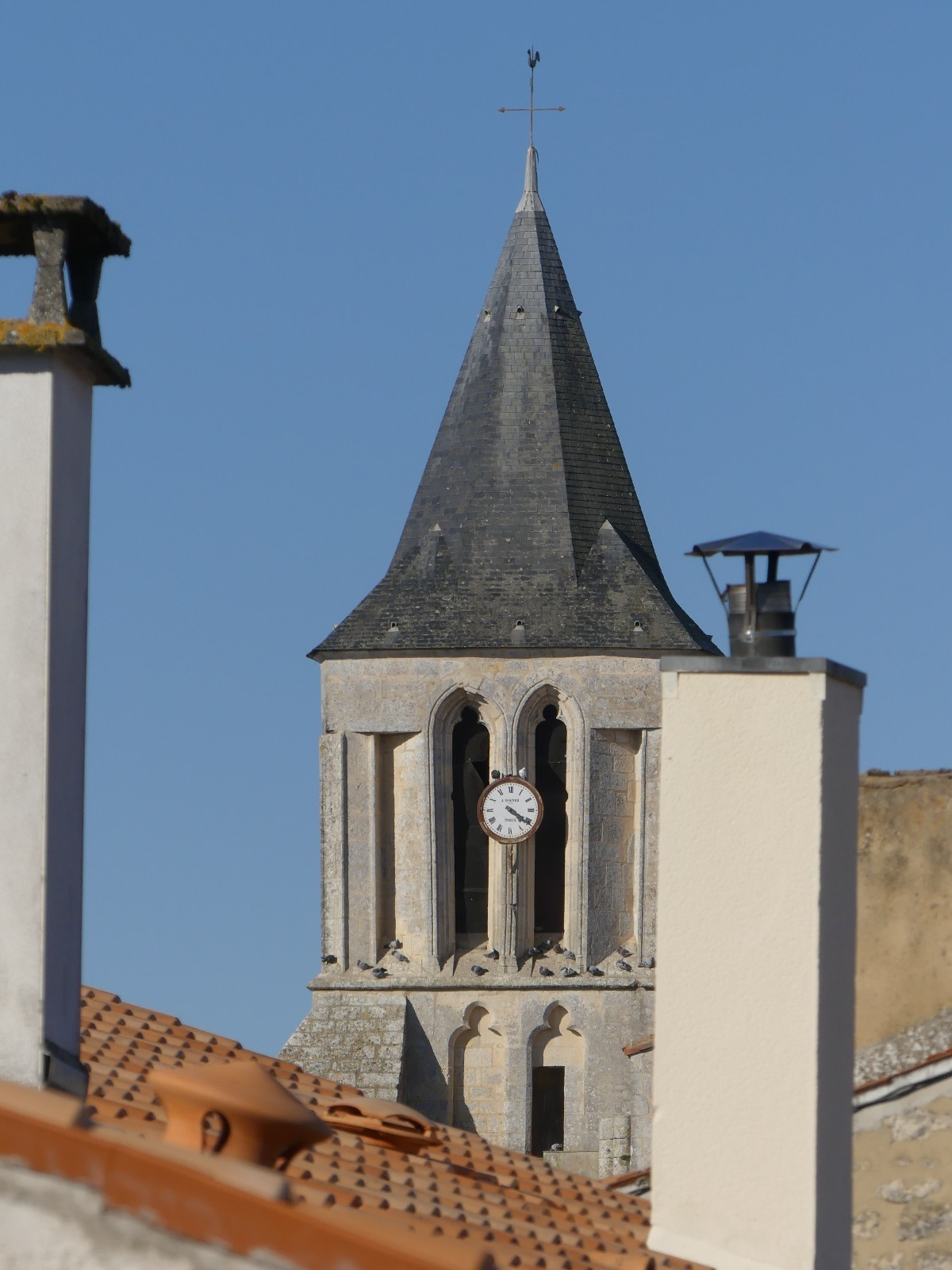
Clocher de l'église Saint-Vivien de Bords
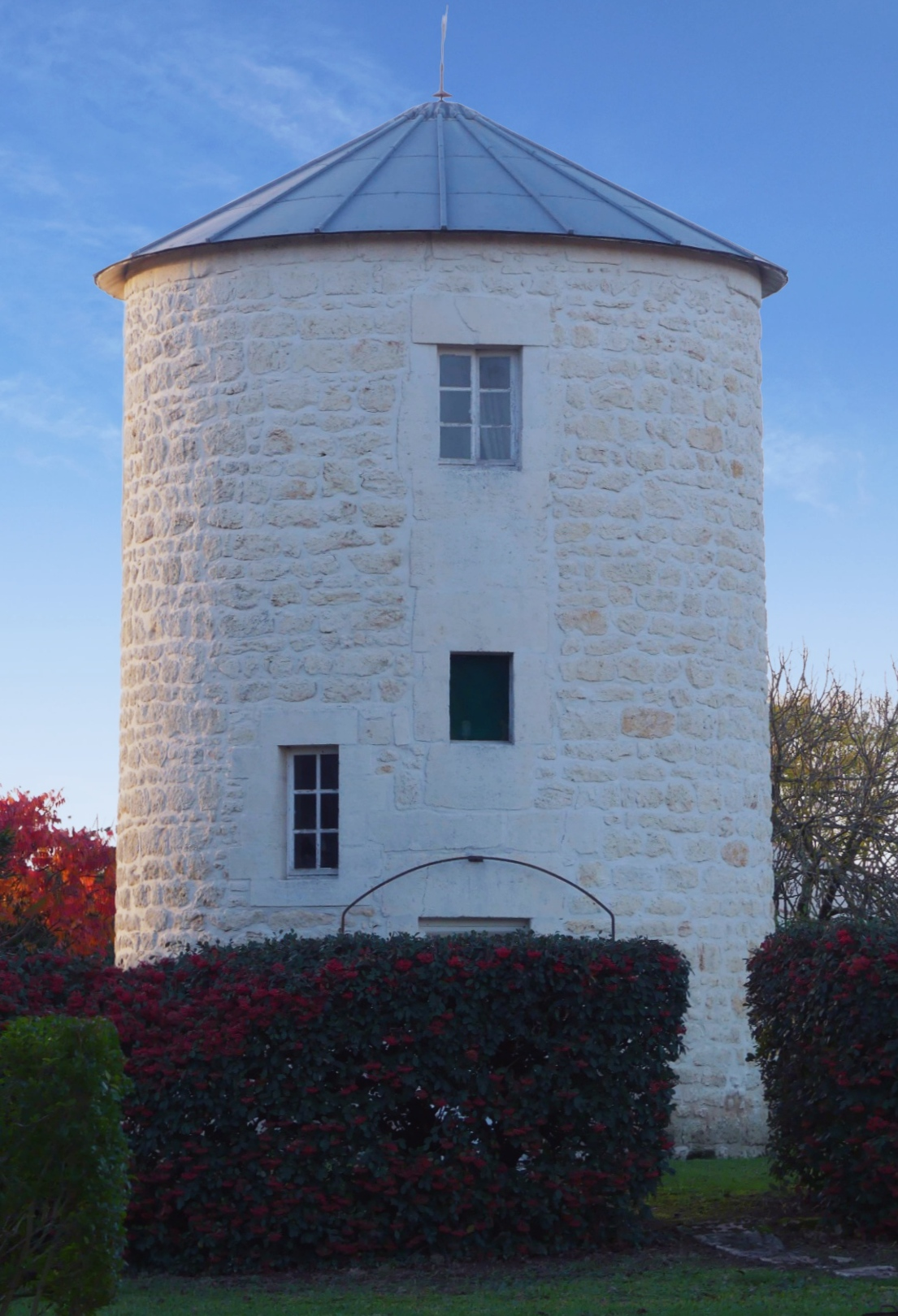
Moulin d'Augé, dit moulin à vent de Groiquetier

### Patrimoine religieux
- Église Saint-Vivien de Bords (XIIe-XVe) de style roman saintongeais à belle abside à contreforts-colonnes. À l'intérieur, curieux chapiteaux à masques humains. Elle est classée aux Monuments Historiques par arrêté du 5 décembre 1984.

### Patrimoine historique
- Une maladrerie fondée par Aliénor d'Aquitaine et dont rien ne subsiste fut fondée à l'emplacement du village de L'Hôpiteau en 1141. L'établissement tenu par les Templiers servait de lieu de passage sur la Charente pour les pèlerins se rendant à Saint-Jacques de Compostelle.
- Le château de la Népontière construit au XIVe siècle et dont les derniers vestiges subsistèrent jusqu'au XIXe siècle.
- Le logis de L'Hôpiteau, situé au village de l'Hôpiteau, datant du XIXe est inscrit dans sa totalité (bâtiment et parc) aux Monuments Historiques par arrêté du 8 février 2005.
- Le logis de Champfleury, situé dans le hameau du même nom était le siège d'une seigneurie attestée depuis le XVe siècle.

### Patrimoine agricole
- Le moulin d'Augé, moulin à vent au lieu-dit Groiquetier datant de 1837 s'est arrêté en 1914. Il est inscrit aux Monuments Historiques par arrêté du 17 janvier 1939.
- Un moulin à vent au lieu-dit La Népontière datant du début du XIXe.

### Patrimoine industriel
- Usine de moyeux de charrette de la société Longuet et Basquet fondée en 1903[45]. L'usine fut un moment à l'étude pour figurer au patrimoine industriel mais le bâtiment a depuis été entièrement remanié.
- Laiterie industrielle rebâtie en 1926 (date portée sur le fronton du bâtiment principal) pour la coopérative de Bords installée à cet endroit depuis 1893. En 1949, elle fait partie des 18 plus importantes laiteries du département avec plus de 3 millions de litres de lait traités par an. Une très importante porcherie y était annexée. L'activité a cessé dans les années 1960. En attente de figurer au patrimoine industriel, le bâtiment principal a subi d'importants dégâts lors d'un incendie en 2015.
- La gare de Bords, mise en service en 1867.

## Économie et activités

### Commerces et services

#### Centre Bourg
Une boulangerie, une pharmacie, un bar-tabac, une épicerie, une boucherie-charcuterie, un magasin d'informatique, un cabinet médical, un bureau de poste, un salon de coiffure

#### La Ramée
Un horticulteur et maraîcher.

### Entreprises
- Le fabricant de poteries artisanales Grandon.
- La manufacture d'accordinas Joseph Carrel à l'Odérée[46].

### Équipements sportifs et activités de loisirs

#### Centre Bourg
- Des terrains de tennis[47]
- Un stade de football. Le club FC Bords y est résident[48].
- Un club de tennis de table[49]
- Un terrain de pétanque (sur la route du port)[50]
- Une ludothèque[51]
- Une médiathèque[52]

#### Charron
- Un centre équestre[53]

#### Port de Bords
- Un petit port avec des carrelets et des tables de pique-nique

### Agriculture et élevage
- Céréales, maïs et tournesol
- Vignes : Bords est une commune française ayant l'autorisation de produire les vins d'appellations suivantes[54] :
  - le Charentais
  - le Pineau des Charentes
- Élevage bovin

### Énergie
La première unité de méthanisation agricole du département de la Charente-Maritime a été construite en 2017 à Bords dans une exploitation située dans le hameau de La Robertière.

## Évènements
- Le rallye de Bords, qui se tient tous les ans depuis 1997[56] à Bords et aux alentours, pendant deux jours du mois de mai.

## Personnalités liées à la commune
- Charles de Courbon, comte de Blénac (1622-1696), gouverneur général des Isles d'Amérique était seigneur de Bords.
- Charles-Grégoire de Beauchamps (1731-1817), général et homme politique français, possédait la terre de Champfleury et de la Neponthiere.

## Galerie d'images

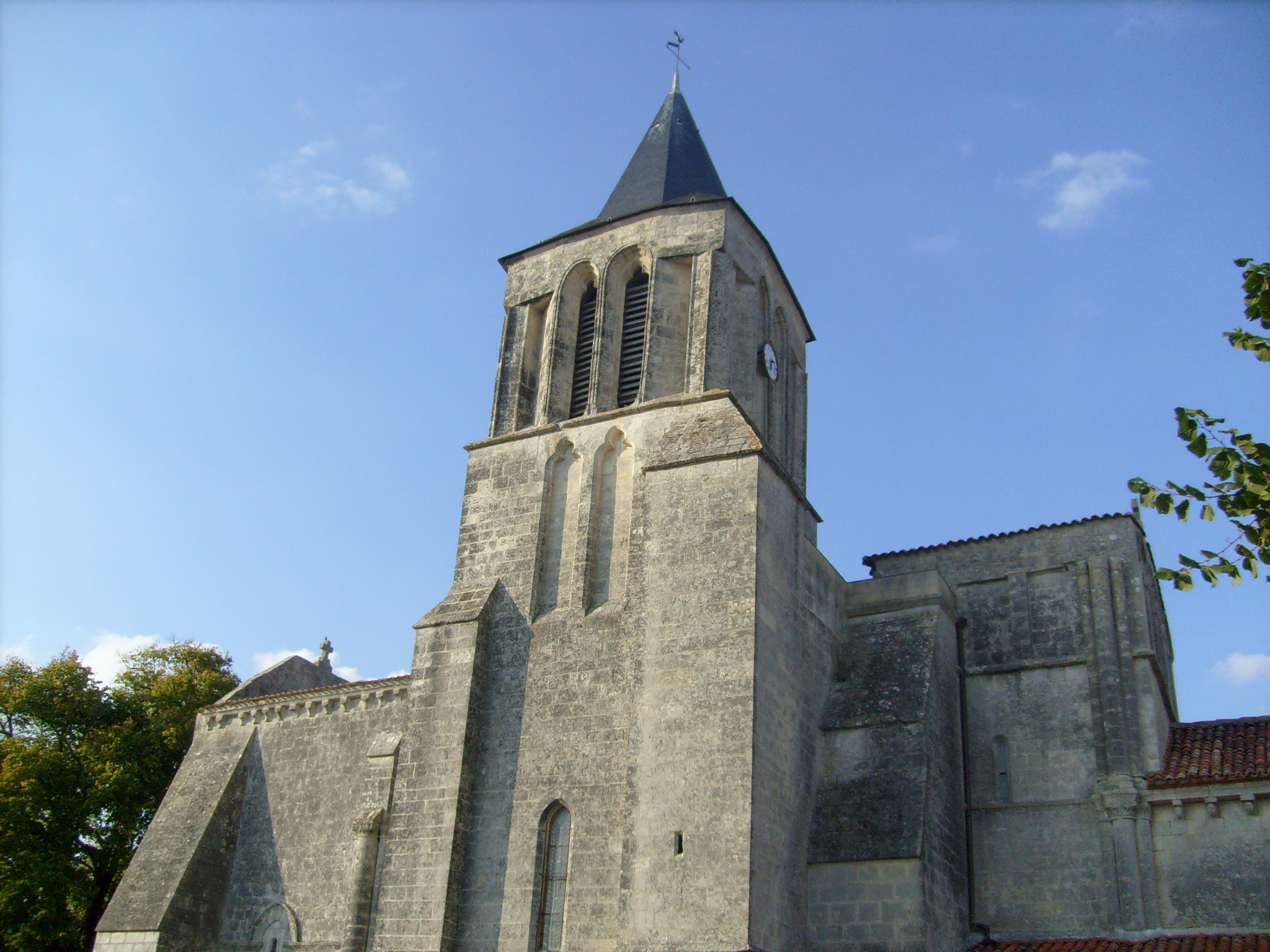
Église de Bords.
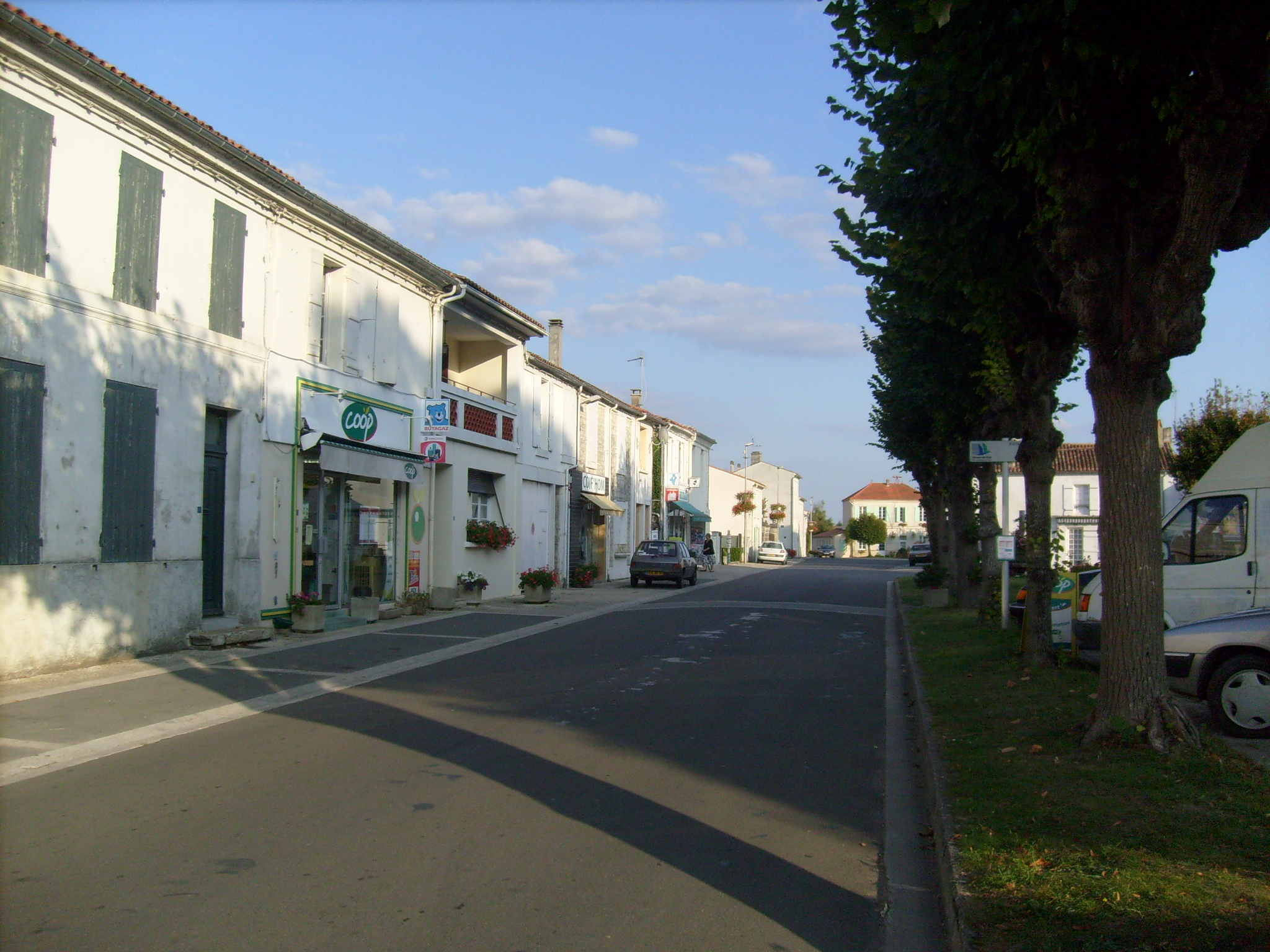
Rue principale du village.
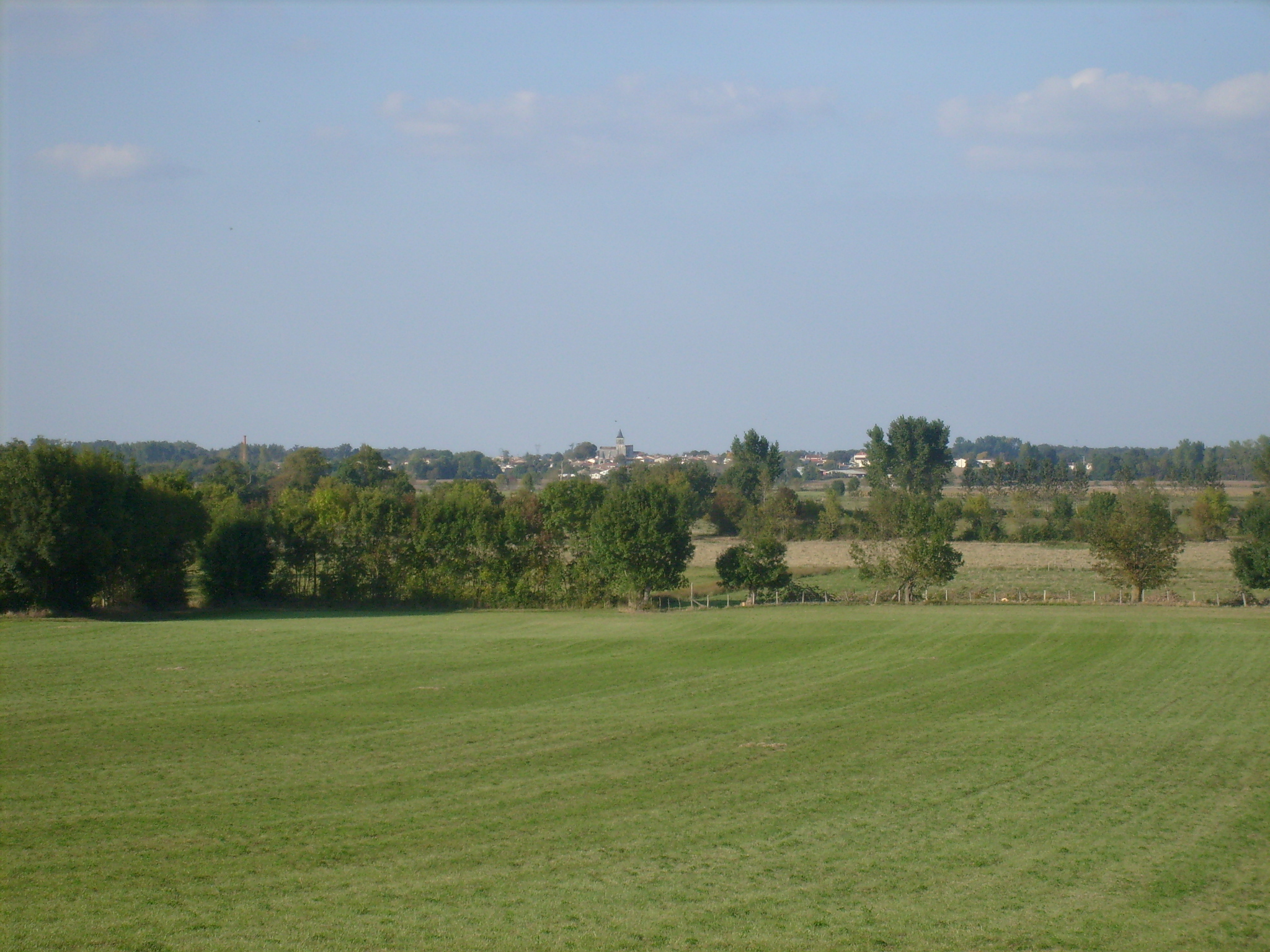
Bords, vu depuis les coteaux de Charente.

## Pour approfondir